# Aéroport de Saint-Pierre Pointe-Blanche
Ne doit pas être confondu avec Aéroport de Saint-Pierre-Pierrefonds.
L'aéroport de Saint-Pierre Pointe-Blanche (code IATA : FSP • code OACI : LFVP) est situé sur l'île Saint-Pierre, dans l'archipel de Saint-Pierre-et-Miquelon.

## Historique

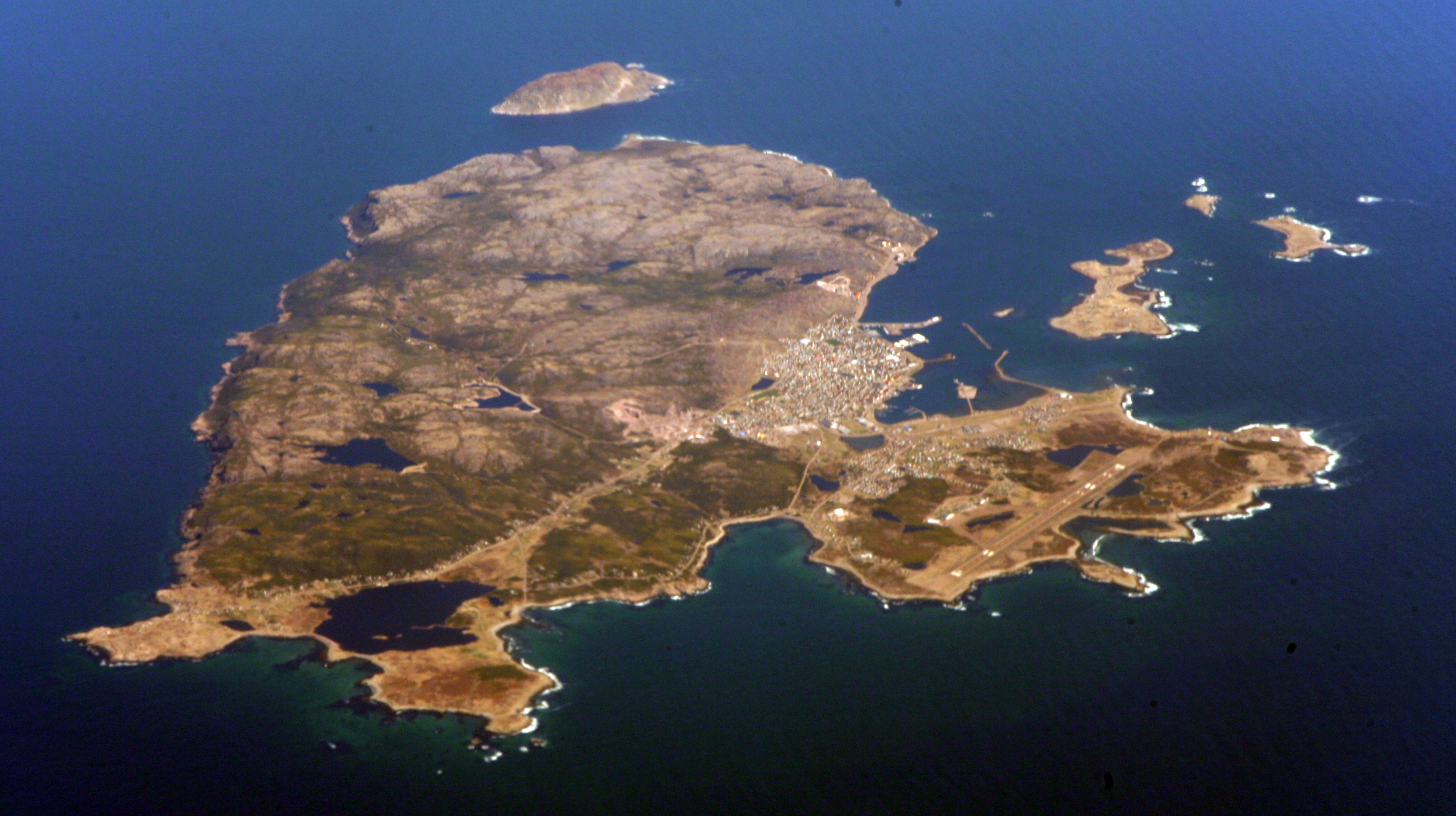
Vue aérienne de l'aéroport.

L'ancien aéroport de Saint-Pierre fut créé en 1965 au sud du port. Devenu trop petit et ne pouvant pas être étendu, il fut remplacé par l'aéroport actuel, ouvert en août 1999, pour un coût de 56,4 millions d'euros. Situé plus au sud, il dispose d'une piste de 1 800 m, contre 1 250 m pour l'aéroport précédent.
L'aéroport n'est principalement utilisé que par des appareils à turbopropulsion, mais il peut accueillir des appareils plus gros, comme le Boeing 737 ou les avions de la famille Airbus A320.

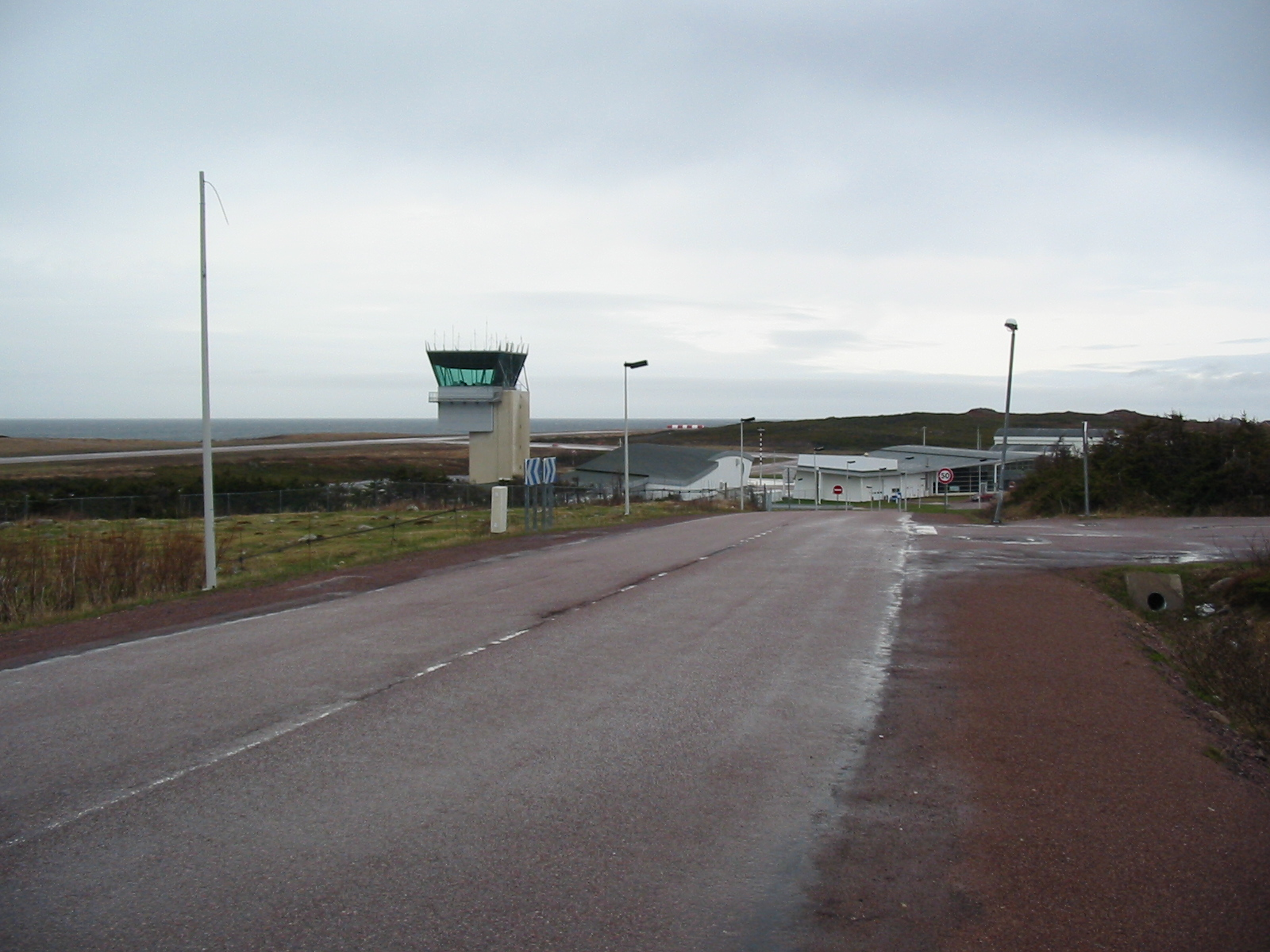
Aéroport Saint-Pierre depuis la route prise le 14 mai 2008.

Une liaison directe saisonnière, à raison d'un aller-retour hebdomadaire vers l'aéroport de Paris-Charles-de-Gaulle a été ouverte en juillet 2018, puis reconduite annuellement depuis,. Les vols d'une durée de 5 h 30 min sont assurés par un 737-700 d'ASL Airlines. Des travaux d'aménagement de certains espaces de l'aérogare ont été effectués à cet effet. La salle d'embarquement, l'espace d'inspection et la zone d'arrivée avec le carrousel à bagages ont été agrandis.

### Statistiques
En 2018, l'aéroport a accueilli 2 569 mouvements d'avion et 36 874 passagers, en augmentation de 0,4 % sur l'année précédente
Pour des raisons techniques, il est temporairement impossible d'afficher le graphique qui aurait dû être présenté ici.

Voir la requête brute et les sources sur Wikidata.

### Compagnie aérienne et destination
| Compagnies       | Destinations |
| ---------------- | --- |
| Air Saint-Pierre | Halifax (Stanfield), Miquelon, Montréal (P.-E.-Trudeau), Saint-Jean (Terre-Neuve) En saison: Les Îles-de-la-Madeleine, Paris-Charles de Gaulle Charter: Stephenville |

Edité le 02/06/2023

## Situation
Aéroports de la France d’outre-mer
| Tahiti Bora Bora Cayenne Pointe à Pitre Fort de France Moorea Nouméa · Magenta Nouméa · La Tontouta Wallis La Réunion · St Denis Saint-Pierre · Pierrefonds Mayotte St Martin-Espérance |

## Bâtiments
Bâtiments :
- Terminal passager (2 200 m2)
- Maintenance (1 600 m2)
- Hangars et ateliers (2 500 m2)
- Aviation civile (1 400 m2)